# James Virgili
James Virgili (* 8. Juli 1992 in Newcastle, NSW) ist ein australischer Fußballspieler auf der Position eines Stürmers. Er gab bereits im Alter von 16 Jahren sein Profiligadebüt. Virgili bestritt von 2009 bis 2015 57 Partien in der A-League für die Newcastle United Jets.

## Karriere

### Jugend und Amateurfußball
Virgili begann seine aktive Karriere als Fußballspieler im Jahre 1998 bei South Wallsend, einem Amateurfußballklub aus Wallsend in New South Wales. Dort spielte er mehrere Jahre und kam erst später ans St. Francis Xavier College nach Canberra. Nach der Zeit am College folgte 2007 ein Wechsel ans New South Wales Institute of Sport, das 1996 eröffnet wurde und im Sydney Olympic Park liegt. Nach einem Jahr am Institut wechselte Virgili 2008 in das Jugendteam des A-League-Klubs Newcastle Jets.

### Vereinskarriere
Virgilis Profikarriere begann am 4. Januar 2009, als er am 18. Spieltag der laufenden Saison bei der 0:3-Niederlage gegen Wellington Phoenix eingewechselt wurde. Bei seinem Einsatz gerade einmal 16 Jahre und 180 Tage alt, war Virgili zu diesem Zeitpunkt der jüngste Spieler der je in einem A-League-Match zum Einsatz kam. Damit löste er seine Mannschaftskollegen Ben Kantarovski ab, der bei seinem Profidebüt am 15. August 2008 16 Jahre und 208 Tage alt war. Im Dezember 2011 wurde dieser Rekord vom 15-jährigen Teeboy Kamara deutlich unterboten.
Sein Mitte 2015 auslaufender Vertrag wurde vereinsseitig nicht mehr verlängert. Nachdem er die zweite Jahreshälfte 2015 dazu genutzt hatte, seinen Universitätsabschluss in diagnostischer Radiographie voranzutreiben, schloss sich Virgili im Januar 2016 Broadmeadow Magic mit Spielbetrieb in der NPL Northern NSW an, wo sein Vater Trainer der Herrenmannschaft ist.

### International
Virgili nahm 2009 mit einer australischen U-18-Auswahl am Fußballturnier des Australian Youth Olympic Festivals teil und erzielte dabei in drei Spielen zwei Treffer. Im November 2009 nahm er mit der australischen U-20-Auswahl an der erfolgreichen Qualifikation für die U-19-Asienmeisterschaft 2010 teil.